# Johan Abraham Brandberg
Johan Abraham Brandberg, född 1759, död 15 juni 1807 i Falun, var en svensk borgmästare, riksdagsledamot och politiker.

## Biografi
Johan Abraham Brandberg föddes 1759. Han var son till kronofogden Bengt Brandberg (1723–1790) och Elisabet Westman i Falun. Brandberg studerade juridik vid Uppsala universitet och blev 1785 borgmästare i Hedemora. Han avled 1807 i Falun.
Brandberg var riksdagsledamot för borgarståndet i Hedemora vid riksdagen 1786.
Brandberg gifte sig med Hedvig Sofia Brandberg.